# خضير هادي
خضير هادي شاعر شعبي عراقي (1962 في بغداد، العراق – 24 أبريل 2019 في أربيل، العراق) اشتهر بكتابة الأغاني، وألقى أمام الرئيس العراقي آنذاك صدام حسين قصيدة "خمسة زائد خمسة" عن شهداء العراق في الحرب الإيرانية العراقية، وبعد أيام من إلقائها في مجلس ضمْ شعراء كثر ذكر صدام حسين قصيدته، مما أكسبه شهرة واسعة حينها. غنى له الكثير من فنانين العراق منهم: هيثم يوسف، حاتم العراقي، محمد عبد الجبار، علاء سعد، صلاح حسن، أحمد الصياد توفي في 24 أبريل 2019 إثر جلطة دماغية.

## أعماله
من ألبوماته الشعرية:
- اسوار الذهب
- عنوان إلى صديق
- ضاكت علي
- الوداع يا امي
- سيارة وجوال
- عسل
- أولادي
- خسرتيني